# Konrad Adenauer
Konrad Hermann Joseph Adenauer (5. ledna 1876, Kolín nad Rýnem – 19. dubna 1967, Rhöndorf) byl německý konzervativní politik, státník, první poválečný kancléř Německa (1949–1963) a první předseda Křesťanskodemokratické unie (1950–1966).

## Život

### Život do konce druhé světové války

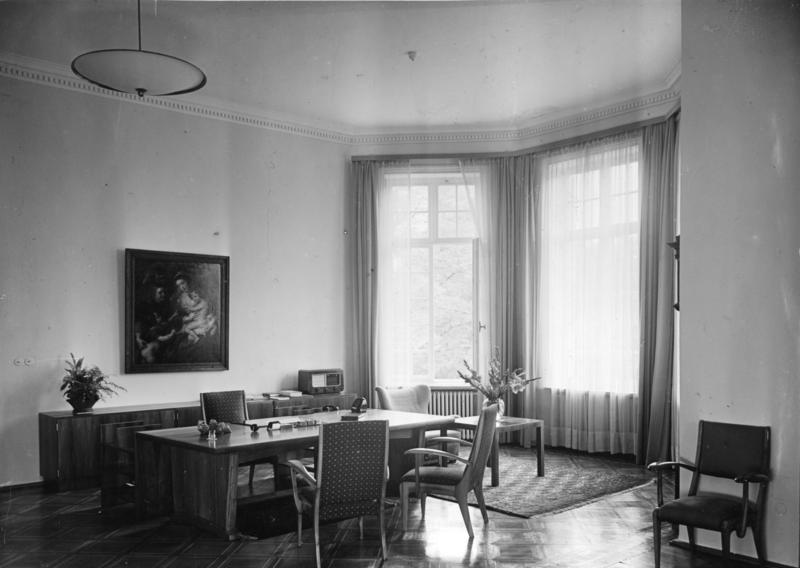
Pracovna kancléře Konrada Adenauera

Pocházel z katolické úřednické rodiny z Porýní. Jeho otec Johann Konrad Adenauer (1833–1906) bojoval v roce 1866 v bitvě u Hradce Králové.
Studoval práva a ekonomii ve Freiburgu, Mnichově a Bonnu. Zprvu pracoval jako soudní přísedící (1902–1904), pak v advokátní kanceláři v Kolíně nad Rýnem. Od r. 1906 městský radní za katolické Centrum v Kolíně, 1917–1933 ve funkci vrchního starosty města. Od 1920 člen pruské státní rady, později její prezident. Během rúrské krize (1923) podporoval myšlenku správního oddělení Porýní od Pruska, avšak distancoval se od separatistických tendencí. V květnu 1926 odmítl nominaci na úřad kancléře. V březnu 1933 byl nacisty zbaven všech úřadů, v roce 1944 byl několik měsíců vězněn.

### Život po druhé světové válce
V květnu 1945 jej Američané znovu dosadili do úřadu vrchního starosty Kolína, v říjnu ho sesadili Britové. Od března 1946 byl předsedou CDU v britské okupační zóně, následně předsedou frakce CDU na sněmu Severního Porýní-Vestfálska, v roce 1948 se Adenauer stal předsedou parlamentní rady a 15. září 1949 zvolen prvním kancléřem Západního Německa. Adenauerovým hlavním cílem byla integrace SRN do západoevropského politického a ekonomického systému. V hospodářské sféře se přikláněl k modelu sociálního tržního hospodářství Ludwiga Erharda a odmítal socializační tendence levého křídla CDU. Za důležitý cíl považoval vybudování nového vztahu k Francii. Jeho významnými úspěchy byl podpis pařížské dohody 23. října 1954, které znamenaly uznání plné suverenity SRN a její přijetí do NATO (ratifikace 1955), ukončení válečného stavu se SSSR, navázání diplomatických styků a návrat válečných zajatců (1955) a začlenění Sárska do SRN (1955). Udržoval blízký vztah k Ch. de Gaullovi a J. F. Dullesovi. Na domácí scéně oslabila Adenauerovu pozici aféra vyvolaná zásahem policie proti listu Der Spiegel. V říjnu 1963 odstoupil z úřadu kancléře, ale předsedou CDU zůstal až do roku 1966. Následně připravoval edici svých pamětí.

## Význam

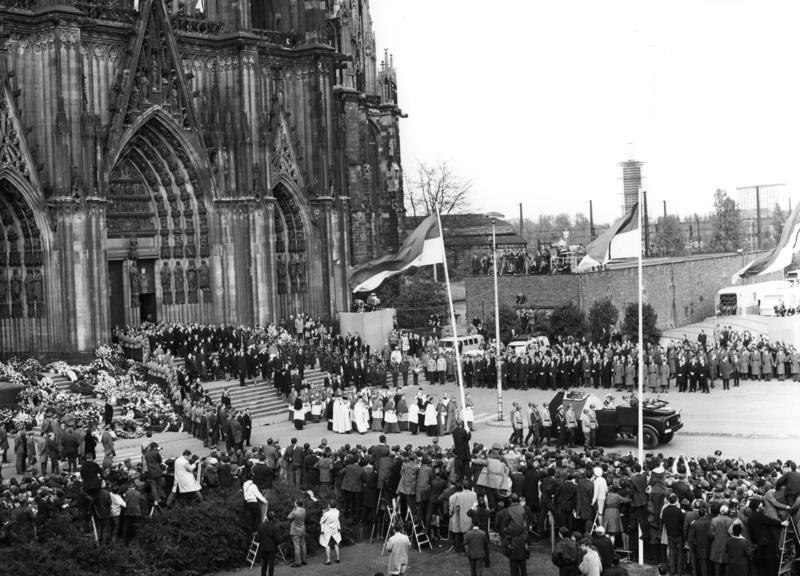
Pohřeb Konrada Adenauera

Je považován za jednoho z nejvýznamnějších německých politiků 20. století. Byl zakladatelem Křesťanskodemokratické unie. V anketě Unsere Besten byl hlasováním televizních diváků zvolen největším Němcem všech dob. Adenauer po druhé světové válce pochopil, že nejrychlejší obnova Německa bude možná jen v těsné spolupráci s USA. Vždy prosazoval proamerický kurs a mezi Němci byl výrok: Adenauer, to je největší Američan v Evropě! Mezi jeho největší zásluhy jakožto německého kancléře se počítá dojednání propuštění německých válečných zajatců ze Sovětského svazu v roce 1955, postupné znovuvyzbrojení Německa a jeho začlenění do NATO a znovupřipojení Sárska ke Spolkové republice Německo (1957). Jen Helmut Kohl a Angela Merkelová sloužili jako spolkový kancléř Německa déle než Adenauer.

### Politické úspěchy

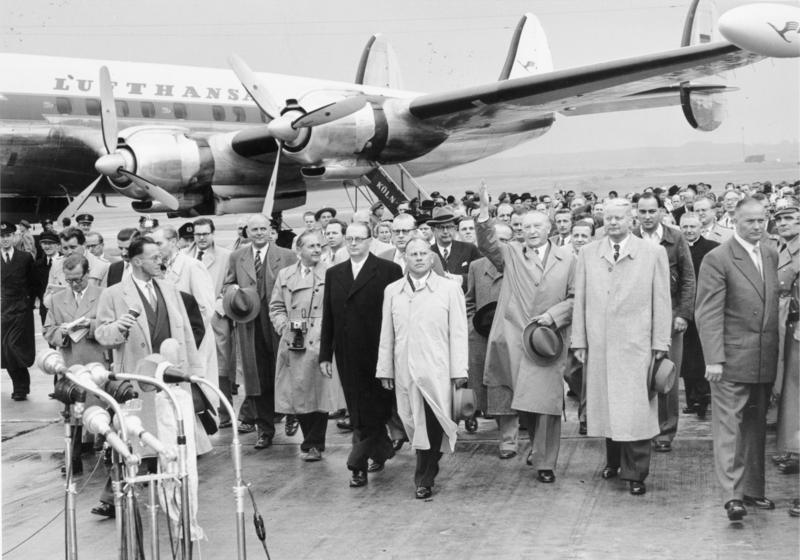
Adenauer se právě vrací z Moskvy, kde vyjednával návrat západoněmeckých zajatců z druhé světové války…
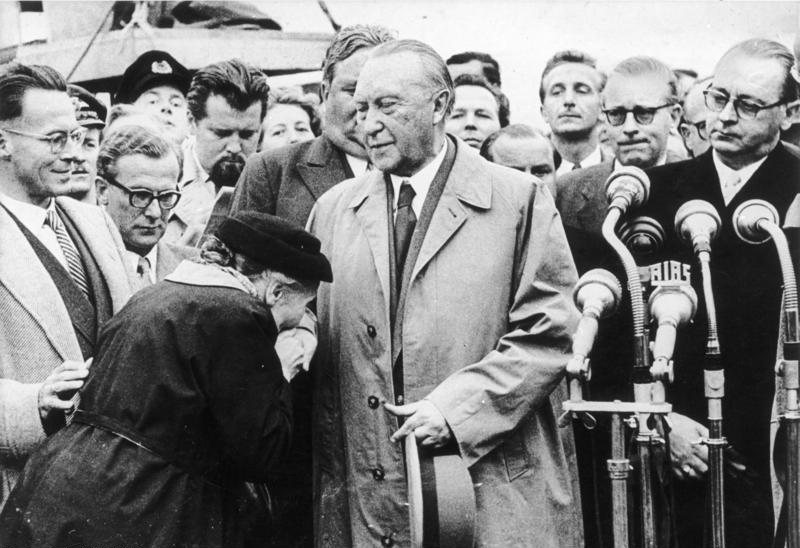
… a rovnou mu jedna z německých matek, jejíž syn je v sovětském zajetí, srdceryvně děkuje.
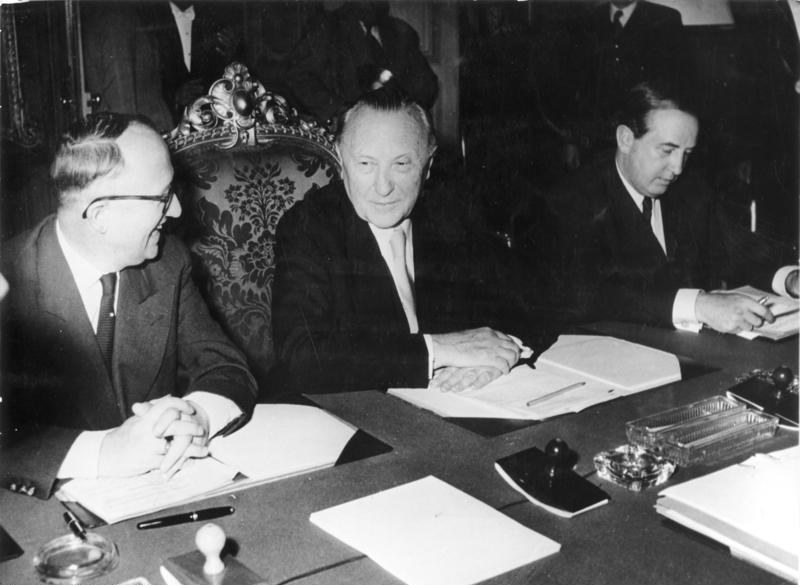
Adenauer a Walter Hallstein (vlevo) 23. října 1954 v Paříži, kde byla podepsána dohoda o zapojení SRN do NATO
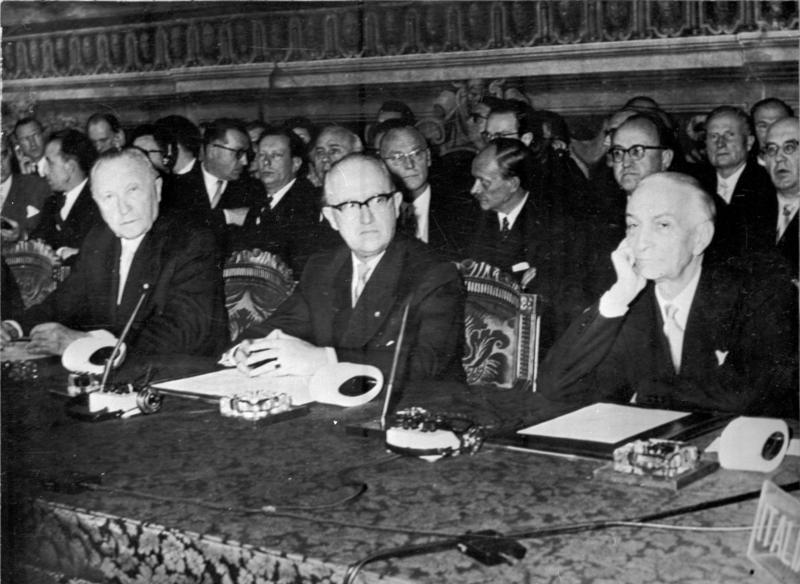
Adenauer, Walter Hallstein a Antonio Segni při podpisu Římských smluv 25. března 1957

## Kontroverze
Jedním z hlavních poradců a spolupracovníků kancléře Adenauera byl bývalý nacista Hans Globke, který se v nacistickém Německu jako právník na ministerstvu vnitra podílel na tvorbě protižidovských norimberských zákonů. Ještě v roce 1957 tvořili bývalí nacisté až 77 % vedoucích pracovníků na západoněmeckém ministerstvu spravedlnosti. Globke umožnil mnoha bývalým nacistům práci v západoněmecké zpravodajské službě BND. Ze zveřejněných materiálů CIA vyplývá, že se Adenauer obával zatčení nacistického válečného zločince Adolfa Eichmanna, protože Eichmann mohl odhalit Globkeho nacistickou minulost. Západní Německo mělo možnost Eichmanna dopadnout již v roce 1958. Snažil se také ovlivnit proces proti Eichmannovi v Jeruzalémě po jeho dopadení izraelskou tajnou službou a Izraeli pohrozil, že omezí zbrojní dodávky z Německa, pokud by bylo při procesu s Eichmannem zmíněno Globkeho jméno.
Již v roce 1946 požadoval ukončení denacifikace, která podle něj „způsobila mnoho neštěstí a mnoho škod“. V roce 1951 prohlásil, že „drtivá většina německého národa“ byla odpůrci nacismu.
Adenauer využíval Spolkovou zpravodajskou službu (BND) ke sledování politické opozice i koaličních partnerů, včetně budoucího kancléře Willyho Brandta. Podle německého týdeníku Der Spiegel „Špiclováním právník Adenauer porušil elementární základy parlamentní demokracie. Šlo o porušení práva, které by ho pravděpodobně připravilo o úřad, kdyby vyšlo na veřejnost.“

## Vyznamenání a ocenění
Konrad Adenauer během svého života obdržel řadu státních i nestátních, národních i mezinárodních ocenění a vyznamenání, která odráží jeho funkci německého kancléře, kterou zastával od roku 1949. Byl také držitelem více než dvaceti čestných doktorátů, které obdržel od německých i zahraničních univerzit. Také po něm byla pojmenována řada staveb, ulic i dalších objektů.
Ze soutěže Naši nejlepší, který vysílala německá veřejnoprávní televize ZDF, vyšel vítězně Konrad Adenauer.

## Dílo
- Adenauer im Dritten Reich (Adenauer ve Třetí říši), Berlin – Rhöndorf 1991.
- Erinnerungen (Paměti), Frankfurt nad Mohanem 1970.
- Teegespräche 1950–1954 (Rozhovory u čaje), Berlin – Rhöndorf 1984.